# Liste der Monuments historiques in Trévoux
Die Liste der Monuments historiques in Trévoux führt die Monuments historiques in der französischen Gemeinde Trévoux auf.

## Liste der Bauwerke
| Bezeichnung                    | Beschreibung                      | Standort                         | Kennzeichnung | Schutzstatus | Datum | Bild           |
| ------------------------------ | --------------------------------- | -------------------------------- | ------------- | ------------ | ----- | -------------- |
| Schloss                        | Erbaut im 15./16. Jahrhundert     | (Lage)                           | PA00116582    | Classé       | 1913  | weitere Bilder |
| Schloss Corcelles              | Erbaut Mitte des 19. Jahrhunderts | (Lage)                           | PA01000004    | Inscrit      | 1996  | weitere Bilder |
| Schloss Fetan                  | Erbaut 1622                       | Route de Saint-Bernard (Lage)    | PA00116583    | Inscrit      | 1973  | weitere Bilder |
| Hôtel du gouverneur des Dombes |                                   | Rue du Gouvernement (Lage)       | PA00116584    | Inscrit      | 1933  | weitere Bilder |
| Haus Thermac                   |                                   | Grande-Rue, rue Casse-Cou (Lage) | PA00116586    | Inscrit      | 1933  | weitere Bilder |
| Haus Anginieur                 |                                   | 19, Rue du Gouvernement (Lage)   | PA00116585    | Inscrit      | 1933  | weitere Bilder |
| Haus Guerrier                  |                                   | Rue du Port (Lage)               | PA00116587    | Inscrit      | 1933  | weitere Bilder |
| Haus der Herren von Villars    | Erbaut im 15. und 18. Jahrhundert | 33, rue du Gouvernement (Lage)   | PA00116613    | Inscrit      | 1991  | weitere Bilder |
| Parlement de Dombes            | Erbaut im 17./18. Jahrhundert     | 1, rue du Palais (Lage)          | PA01000017    | Inscrit      | 2006  | weitere Bilder |

## Liste der Objekte
- Monuments historiques (Objekte) in Trévoux in der Base Palissy des französischen Kultusministeriums